# Sporty elektroniczne na Halowych Igrzyskach Azjatyckich 2007
Rezultaty zawodów w sportach elektronicznych rozegranych podczas Halowych Igrzysk Azjatyckich 2007:

## FIFA 07
| Lp. | Zawodnik                 | Medal |
| --- | ------------------------ | ----- |
| 1   | Yang Shuchao             |       |
| 2   | Meisam Hosseini          |       |
| 3   | Lkhagvasuren Byambasuren |       |

## NBA Live 2007
| Lp. | Zawodnik             | Medal |
| --- | -------------------- | ----- |
| 1   | Lei Chen             |       |
| 2   | Bilguun Chimedregzen |       |
| 3   | Farzan Homaei Gohar  |       |

## Need for Speed: Most Wanted
| Lp. | Zawodnik             | Medal |
| --- | -------------------- | ----- |
| 1   | Liu Xinting          |       |
| 2   | Doniyor Shamuzafarov |       |
| 3   | Naeim Hedayati       |       |

## Tabela medalowa
| Poz.    | Państwo    |   |   |   | Łącznie |
| ------- | ---------- | - | - | - | ------- |
| 1       | Chiny      | 3 | 0 | 0 | 3       |
| 2       | Iran       | 0 | 1 | 2 | 3       |
| 3       | Mongolia   | 0 | 1 | 1 | 2       |
| 4       | Uzbekistan | 0 | 1 | 0 | 1       |
| Łącznie | Łącznie    | 3 | 3 | 3 | 9       |